# Périer frères et Cie
La Périer frères et Cie è stata una banca fondata a Parigi nel 1807 e sciolta nel 1913.

## Storia
Fondata a Parigi dai fratelli Antoine-Scipion (1776-1821), Casimir-Pierre (1777-1832) e Augustin-Charles Périer (1773-1833). Già nel giugno 1801 costoro avevano fondato una banca, ubicata in Place Vendôme, il cui nome nel 1803 veniva riportato come Périer frères, Flory et Cie, in quanto comprendeva anche il banchiere Guillaume-Henry Flory (1752-1821).
Dopo la scomparsa di Flory, avvenuta intorno al 1805, la Périer frères, Flory et Cie, pur rimanendo sempre nella sede parigina di Place Vendôme e mantenendo per qualche tempo la vecchia ragione sociale, cambiò progressivamente assetto fino ad arrivare ad assumere, nel settembre 1807, il nome di Périer frères.
Sul finire 1818 veniva segnalata come Périer frères et Gisquet, per la presenza di Henri Joseph Gisquet (1792-1866), il quale era entrato a farne parte insieme ad Antoine Brunet, ma nel gennaio 1819 il nome della società veniva riportato già come Périer frères et Cie,  e nel 1825, qualche anno dopo la scomparsa di Antoine-Scipion, tornava ad essere nominata talvolta come Périer frères, con Casimir-Pierre alla guida insieme a un altro fratello, André-Jean-Joseph (1786-1868).
Nel 1825 la sede della banca si trovava al 27 di Rue Neuve-de-Luxembourg (oggi Rue Cambon) a Parigi. Nel 1827 veniva menzionata di nuovo come Périer frères et Cie, e nel 1832, con la morte di Casimir, fu proprio André-Jean-Joseph a guidare la società, succedendo ad Antoine-Scipion, che l'aveva guidata dal 1818 al 1821, e a Casimir-Pierre, che l'aveva guidata tra il 1822 e il 1832.
Dopo la morte di Casimir-Pierre, la sede della banca venne trasferita al 16 di Rue Royale-Saint-Honoré (ora Rue Royale). L'11 novembre 1865 venne comunicata una nuova rifondazione della società come Périer frères et Cie, società che sarebbe stata sciolta nel 1913. Nel corso della sua vita, la banca si occupò di armamento marittimo, operazioni sulle proprietà, prestiti pubblici e privati, commercio di legname e manifatture.